# Hammersmith Apollo

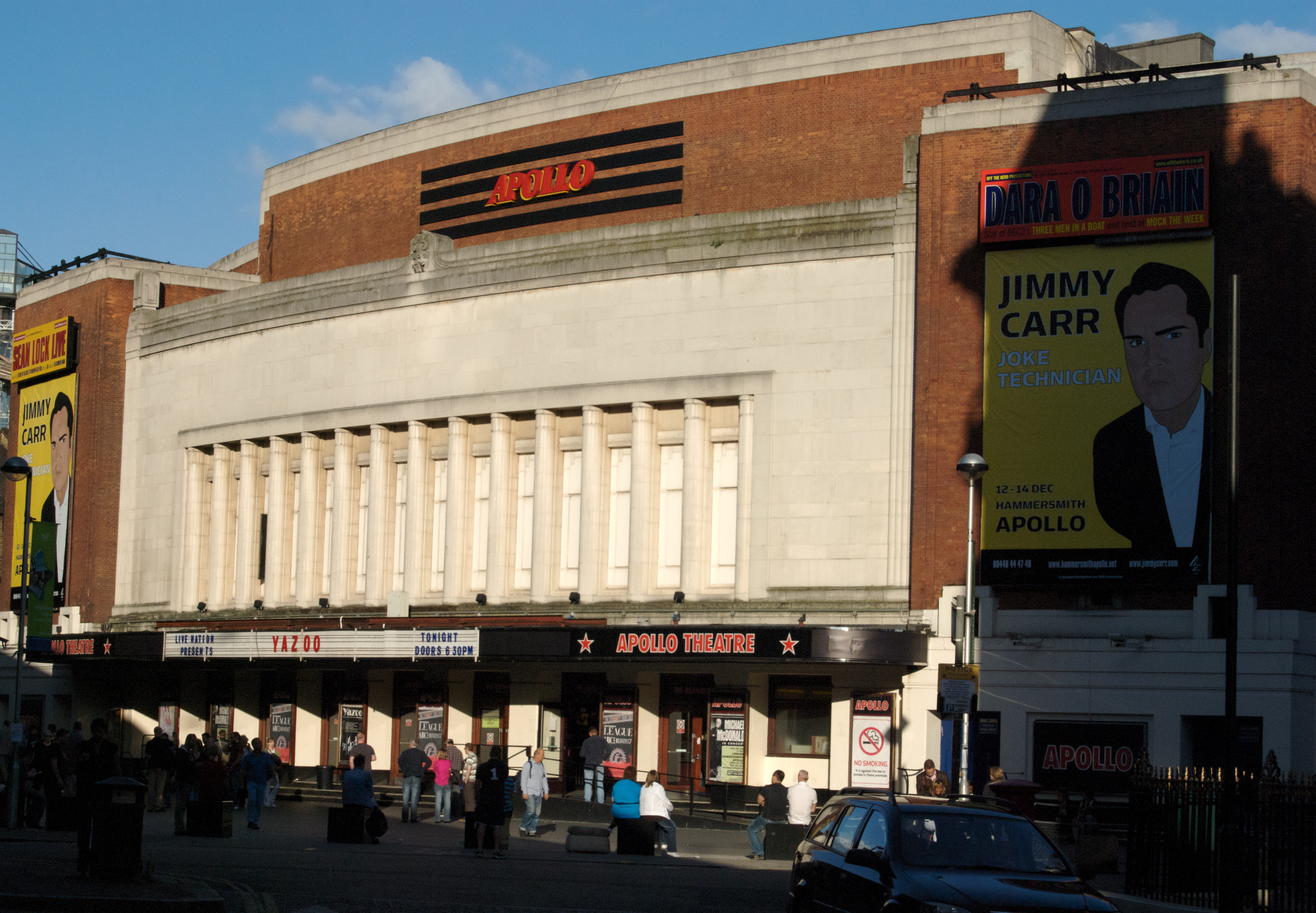
Fachada do Hammersmith Apollo em 2008

Hammersmith Apollo é uma casa de espetáculos localizada em Londres, Inglaterra. Projetada por Robert Cromie em estilo art déco, foi inaugurada em 1932 com o nome de Gaumont Palace, sendo renomeada para Hammersmith Odeon em 1962 e permanecendo com esta nomenclatura até 2000. O local tem capacidade para mais de 5 mil pessoas em pé e 3 mil sentados 